# Semimartingala
In teoria della probabilità, un processo stocastico reale è detto semimartingala se può essere decomposto nella somma di una martingala locale e di un processo adattato a variazione finita. La classe delle semimartingale è il più grande insieme di processi rispetto a cui è possibile definire l'integrale di Itō. Essa comprende parecchi processi, tra cui, per esempio, ogni processo continuo e differenziabile, il moto browniano e il processo di Poisson. Inoltre, martingale, submartingale e supermartingale fanno tutte parte di questa classe.

## Definizione
Un processo stocastico reale {\displaystyle X} definito su uno spazio di probabilità filtrato {\displaystyle (\Omega ,{\mathcal {F}},({\mathcal {F}}_{t})_{t\geq 0},\mathbb {P} )} è detto semimartingala se può essere decomposto come
{\displaystyle X_{t}=M_{t}+A_{t}}
dove {\displaystyle M} è una martingala locale e {\displaystyle A} è un processo adattato càdlàg.
Un processo stocastico {\displaystyle X=(X_{1},\dots ,X_{n})} in {\displaystyle \mathbb {R} ^{n}} è una semimartingala se lo è ogni sua componente {\displaystyle X_{i}}.